# Crucea Sfântului Andrei (paiantă)

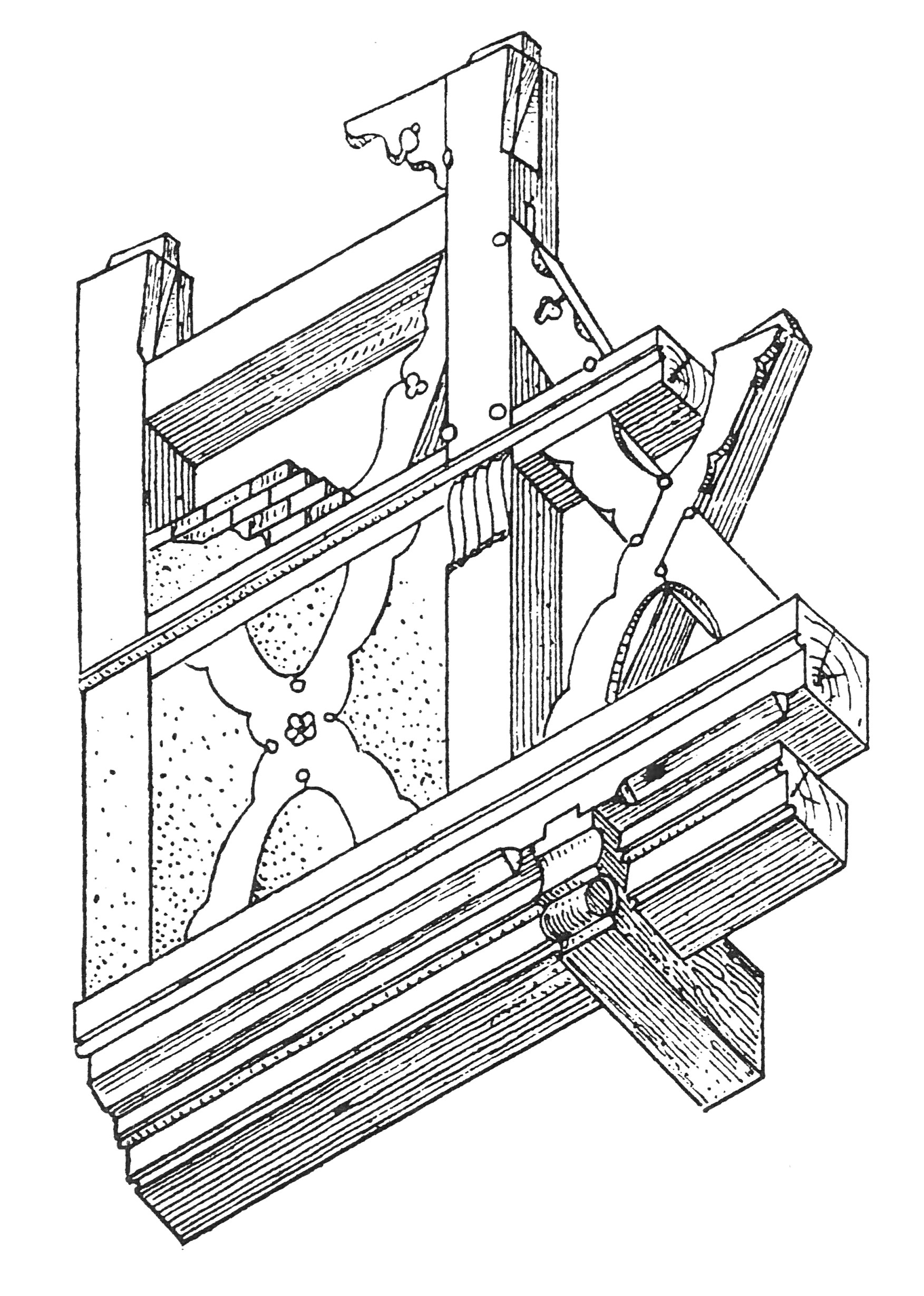
Reprezentare izometrică a construcției crucii Sf. Andrei. În acest caz, forma curbată este creată de tencuirea până la falțul grinzilor (ilustrație din manualul lui Otto Warth, 1900.)

Crucea Sf. Andrei (de asemenea contrafișe încrucișate) în construcții de case de paiantă este o cruce într-un cadru de lemn cu grinzi înclinate în formă de X care structural servește pentru o eficientă contravântuire din grinzi dar este totodată și un element decorativ estetic.

## Termeni tehnici
Termenul Crucea Sfântului Andrei se bazează pe forma X a crucii înclinate pe care se spune că a murit apostolul Andrei. Ulterior, această formă de cruce a devenit un atribut atunci când înfățișează martiriul creștin. Vezi articol principal: Crucea Sfântului Andrei.
Numele de crucea Sf. Andrei pentru case de paiantă pare să fi fost folosită doar din secolul al XX-lea, când s-a folosit din nou lemnul pentru construcția istoricelor case de paiantă. Dicționarele de specialitate și cărțile de construcții din lemn din secolul al XIX-lea nu cunoșteau încă acest termen.

## Forme constructive
Elementul structural al Crucii Sf. Andrei a fost folosit inițial sporadic în construcția caselor de paiantă de la mijlocul secolului al XV-lea. Istoria dezvoltării începe cu panourile de parapet de sub ferestre, unde aceste încrucișări inițial au servit doar ca un aranjament pur constructiv pentru contravântuirea sau rigidizarea compartimentelor. Forma a fost inițial simplă și a constat doar din două bare drepte care se încrucișau într-o formă de X mai mult sau mai puțin pliat. Începând cu secolul al XVI-lea, ca și în cazul altor dulgheri și tâmplari, aspectul crucilor Sf. Andrei s-au dezvoltat în forme decorative, al căror formă a devenit din ce în ce mai diversă și mai bizară. Au apărut forme curbe și răsucite caracteristice Crucii Sf. Andrei, unele dintre ele fiind împodobite artistic cu „nasuri” și „ochi” din tencuială. A crescut într-un ritm alert, o decorare impresionantă a fațadelor.
În secolul al XIX-lea, multe forme de paiantă au devenit din nou mai simple, cu excepția crucilor Sfântului Andrei, care acum depășeau panourile parapetului, devenind alungite până la înălțimea unui etaj și prin urmare, puteau fi foarte eficiente în construcția paiantelor.
Legăturile de lemn ale crucilor Sf. Andrei erau lateral legături cu cep și scobitură la stâlpi sau grinzi iar încrucișarea între ele se făcea de obicei prin îmbinare cu jumătăți de grosime în lemn. Legăturile erau asigurate cu cuie din lemn, care uneori ieșeau mult peste suprafață și deveneau astfel forme decorative.

## Galerie de imagini

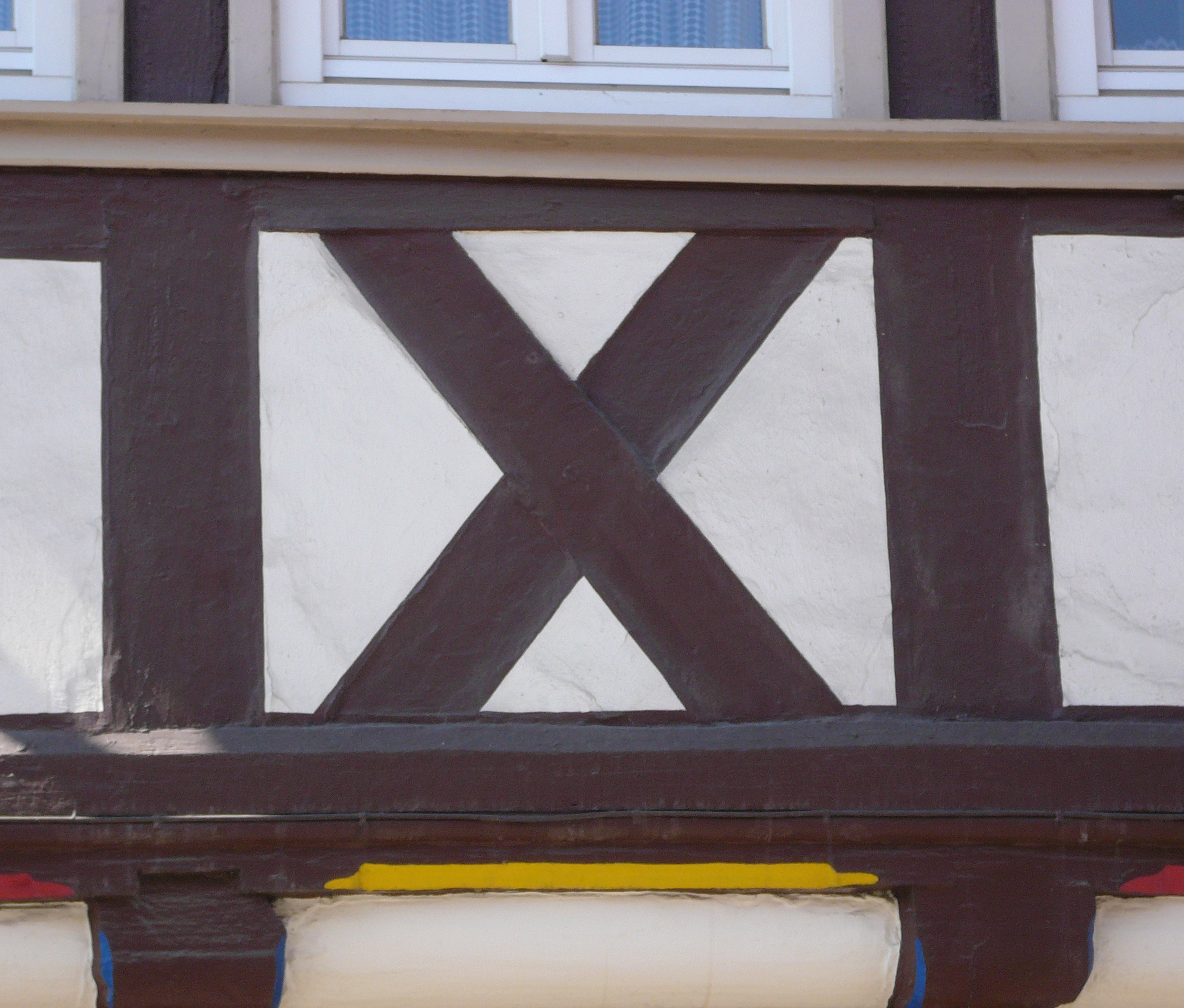
Crucea Sf. Andrei simplă într-un compartiment de parapet (Duderstadt)
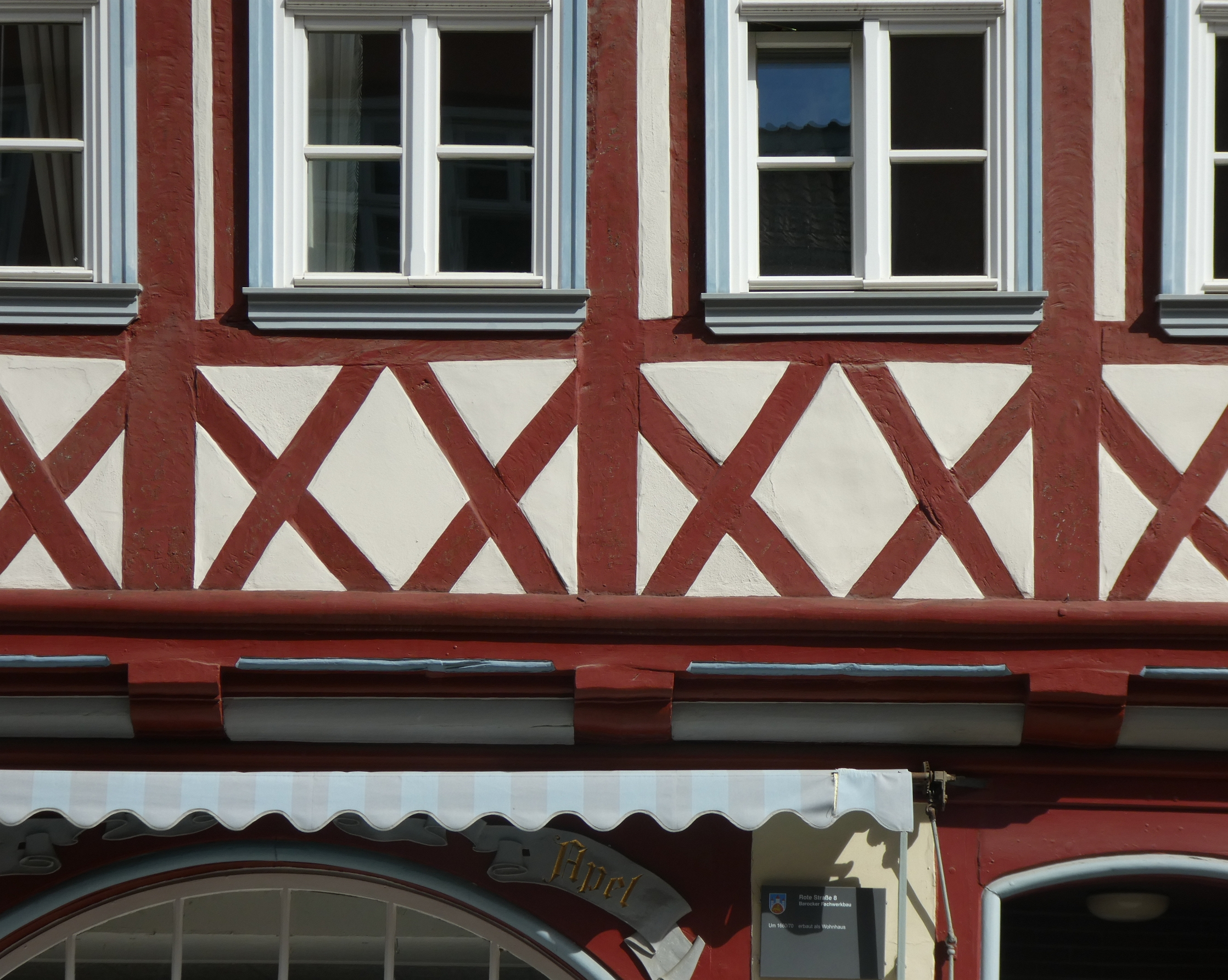
Crucea Sf. Andrei dublă cu efect de romb (Göttingen)
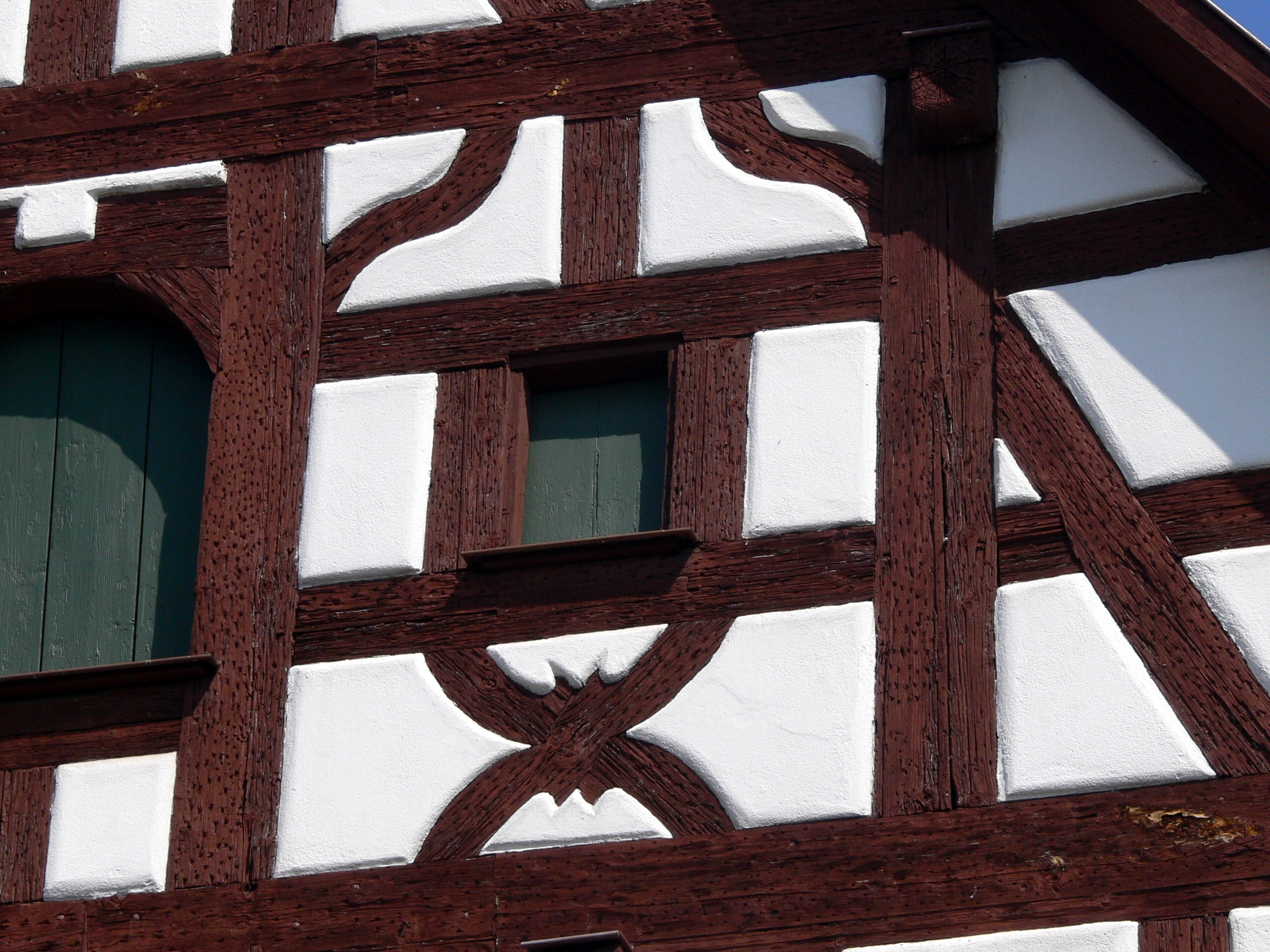
Crucea Sf. Andrei sub forma a doua arcade unite intre ele printr-o cararamă. (Han în Ammerndorf)
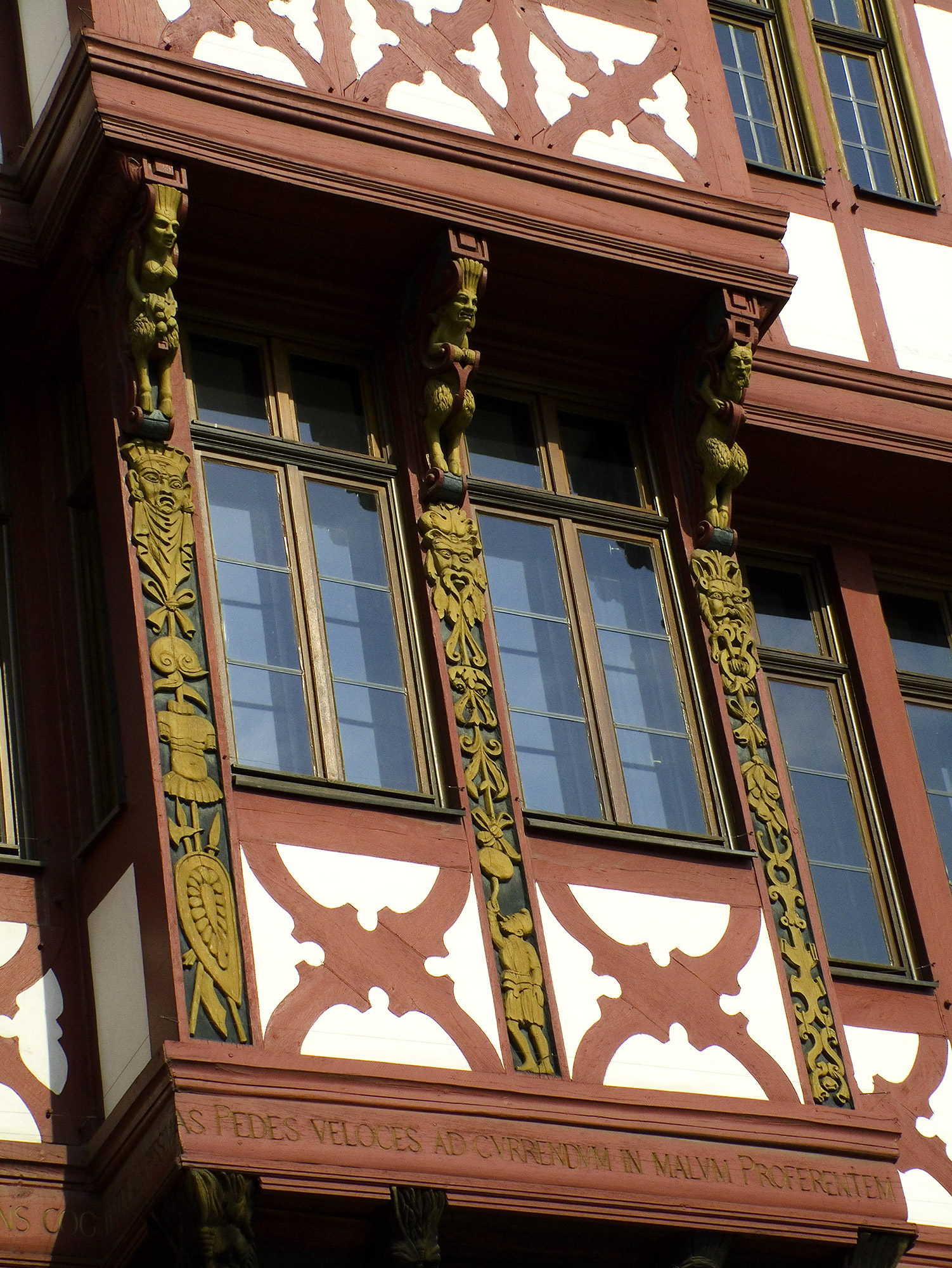
Cruci Sf. Andrei arcuite, în parapete sub fereastră (casa Großer Engel în Römerberg, Frankfurt am Main, reconstrucție)
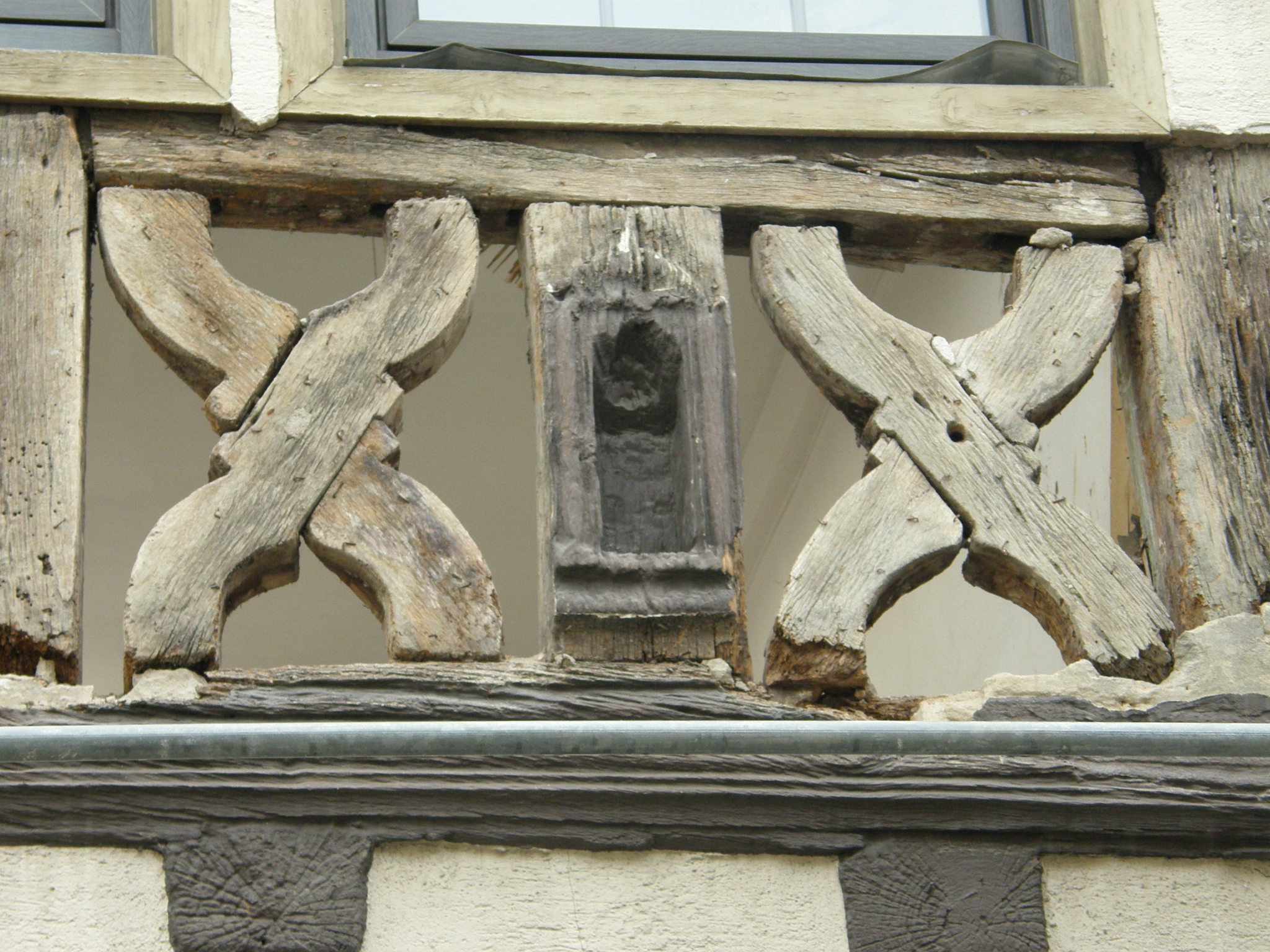
Două cruci arcuite ale Sf. Andrei lângă o nișă cu figurine (stare de șantier fără umpluturi)
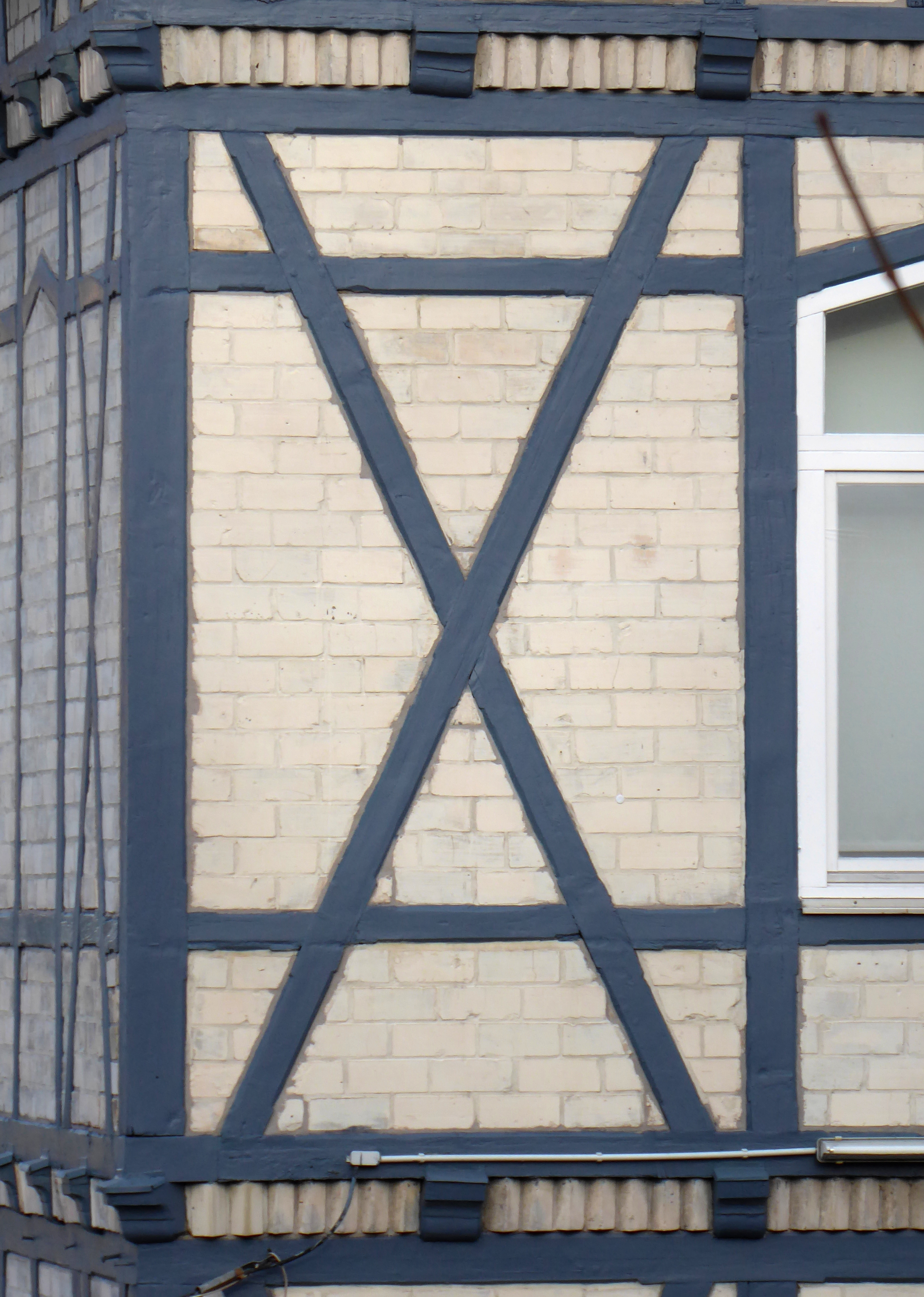
Crucea Sf. Andrei, la sfârșitul secolului al XIX-lea (Göttingen, Germania)
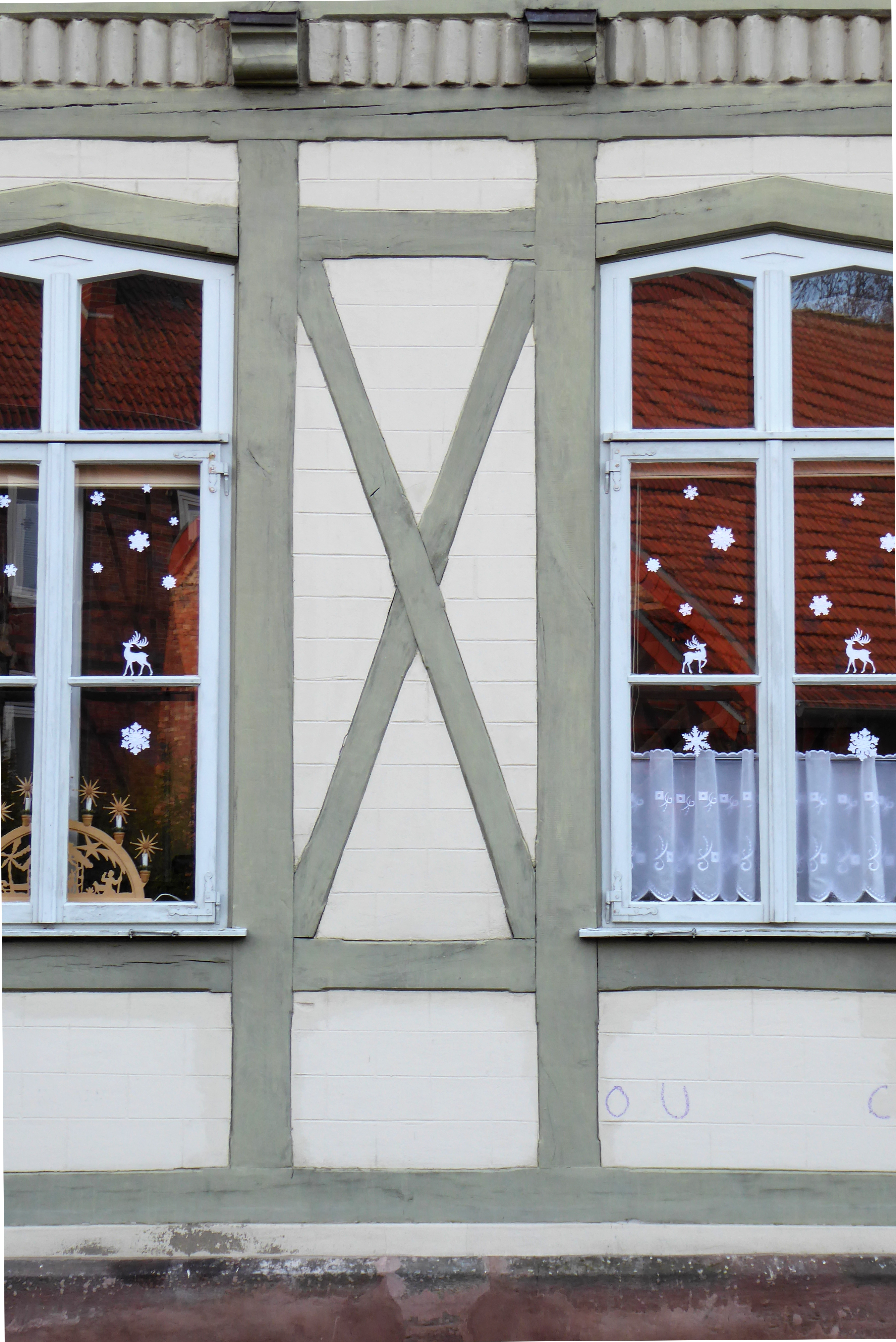
Crucea Sfântului Andrei în compartimentul central, sfârșitul secolului al XIX-lea (Göttingen, Germania)